# Lukács Pál (színművész, 1894–1971)
Lukács Pál, külföldön: Paul Lukas, született: Munkácsi Pál (Budapest, 1894. május 26. – Tanger, 1971. augusztus 15.) Oscar- és Golden Globe-díjas magyar színész.

## Életpályája
Munkácsi Adolf (1885-ig Steckermann/Schtechermann) szabó és Schneckendorf Mária fiaként született. 1903. július 14-én Lukács János örökbefogadta őt és Júlia nevű nővérét. Eredetileg kereskedő akart lenni.
1914–16-ban az első világháborúban harcolt. 1915–16-ban lépett először fel Kassán, Faragó Ödön társulatában, tagja volt az ottani nemzeti színháznak. Fiatalon láthatta már a közönség Othello és Shylock szerepében, majd 1918-ban a Vígszínházhoz került, s szeptember 14-én lépett színpadra a Pillangókisasszonyban mint Pinkerton. 1918. március 26-án Budapesten, a Erzsébetvárosban feleségül vette Lamprecht Adolfina Auguszta Mária színésznőt, Lamprecht Emil és Bosányi Emilia lányát, majd 1920-ban elváltak. Közben vendégként játszott 1926–27-ben az Andrássy úti Színházban. 1927. május 26-án Budapesten, a Józsefvárosban házasságot kötött Benes Gizellával, Benes Pál Mátyás és Eder Gizella lányával.
1927-ben Adolph Zukor, a Paramount filmvállalat elnöke Hollywoodba hívta. Itt nagy népszerűségre tett szert filmszínészként, 1930-tól már hangosfilmekben játszott. Több mint 60 filmben alakított főszerepet. 1943-ban Oscar-díjjal jutalmazták a Őrség a Rajnán (Watch on the Rhine) című filmben nyújtott alakítását, Kurt Muller szerepét. A Broadway színházaiban is játszott 1937-ben, 1941-ben, 1951-ben és 1955-ben, majd 1953-ban az edinburgh-i fesztiválon is szerepelt. 1962-ben elhunyt felesége, Gizus. 1963-ban egyik főszereplő volt Elvis Presley Acapulcói kaland (Fun In Acapulco) című filmjében. Még ebben az évben feleségül vette Annette M. Driesens-t. 1971-ben nyaralni mentek feleségével Marokkóba, amikor neje váratlanul meghalt. Lukács másnap infarktust kapott, és ő is elhunyt.

## Fontosabb színházi szerepei
- Linder (Lengyel M.: Tájfun)
- Ocskay László (Herczeg Ferenc: Ocskay brigadéros)
- Sándor (Herczeg Ferenc: Kék róka)
- Rank doktor (Ibsen: Nóra)

## Filmográfia
- A kihívás – Dr. Nagy (1970)
- Sol Madrid – Capo Riccione (1968)
- Lord Jim – Stein (1965)

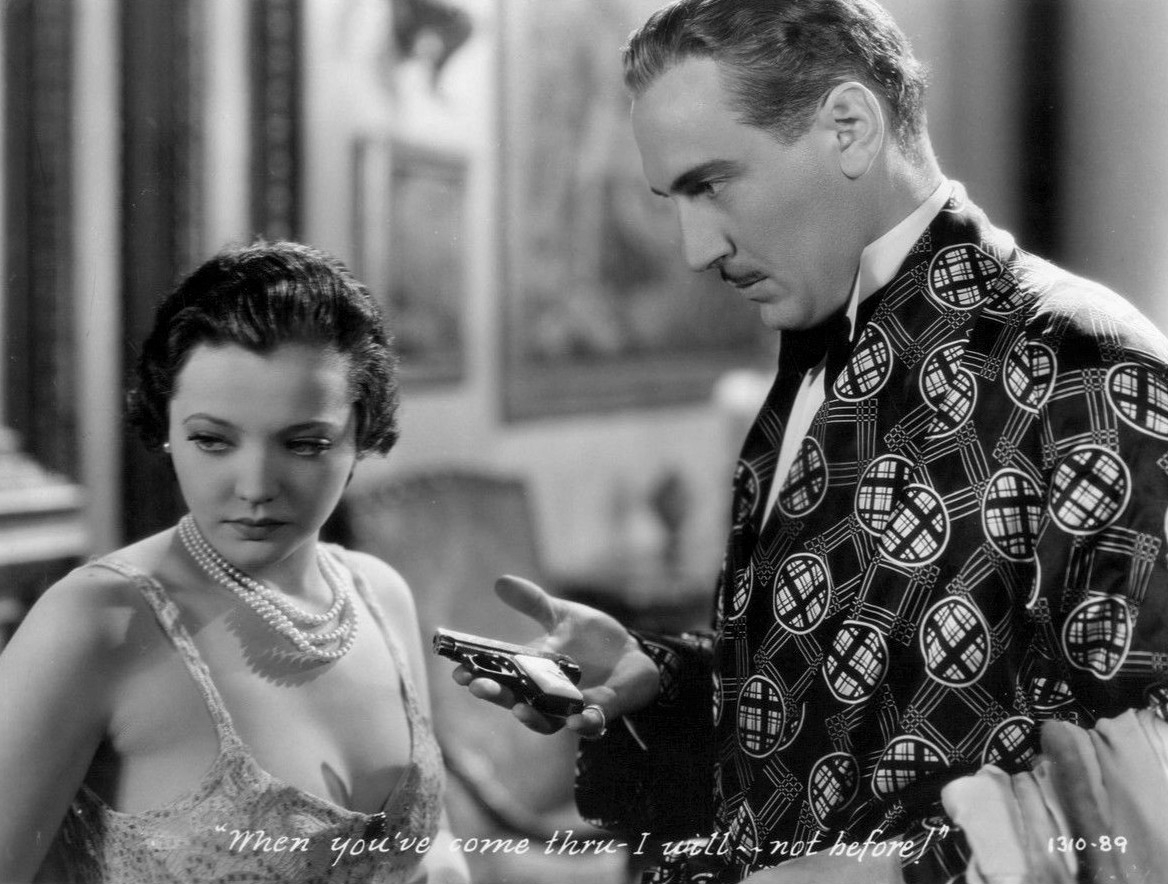
Sylvia Sidney és Lukács Pál a Nagyvárosi utcák című amerikai film egyik jelenetében (1931)

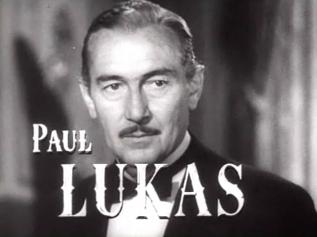
Paul Lukas (1944)

- Acapulcói kaland – Maximillian Dauphin (1963)
- The Roots of Heaven (1958)
- Némó kapitány (film, 1954), Aronnax professzor (1954)
- Kim (1950)
- Berlin Express (1948)
- Deadline at Dawn (1946)
- Pokoli kísérlet – Nick Bederaux (1944)
- Bizonytalan dicsőség (1944)
- Őrség a Rajnán –  Kurt Muller (1943)
- The Ghost Breakers (1940)
- Londoni randevú – Dr. Hartz (1938)
- Vacsora a Ritzben (1937)
- Szerelemből elégtelen – John Barta (1936)
- Az élnivágyó asszony – Arnold Iselin (1936)
- The Three Musketeers (1935)
- Fiatal asszonyok – Bhaer professzor (1933)
- Rockabye – Antonie de Sola (1932)
- Nagyvárosi utcák (1931)
- Mindenki nője (1930)